# Roberson de Arruda Alves
Roberson de Arruda Alves noto semplicemente come Roberson (Campo Grande, 2 aprile 1989) è un calciatore brasiliano, attaccante svincolato.

## Caratteristiche tecniche
Attaccante, può giocare come ala su entrambe le fasce.